# Kaishu Sano
Kaishu Sano (佐野 海舟 Sano Kaishu?, Tsuyama, Okayama, 30 de diciembre de 2000) es un futbolista japonés que juega como centrocampista en el 1. FSV Maguncia 05.

## Trayectoria
En 2019 se unió al FC Machida Zelvia de la J2 League.

## Clubes
| Club                 | País     | Año       |
| -------------------- | -------- | --------- |
| F. C. Machida Zelvia | Japón    | 2019-2022 |
| Kashima Antlers      | Japón    | 2023-2024 |
| 1. FSV Maguncia 05   | Alemania | 2024-     |